# Schandmaul
Schandmaul jest niemieckojęzycznym zespołem z okolic Monachium, grającym medieval rock i folk rock.

## Historia
Schandmaul został założony w 1998 roku, kiedy to szóstka muzyków z Monachium i okolic zdecydowała się zagrać wspólny koncert folkowy. Ponieważ granie samych coverów im nie wystarczało, postanowili napisać własne piosenki. Tak powstała jedna z pierwszych samodzielnych piosenek Schandmaula Teufelsweib (niem. Samica diabła), której dźwięki stały się typowe dla zespołu. W dalszych latach zespół poszedł tą samą trasą.
Pierwszy koncert Schandmaula odbył się w knajpie „Die Hexe” 14 listopada 1998. Do tego czasu nie mieli żadnej nazwy: nazwy „Schandmaul” zaczęli używać dopiero tuż przed koncertem. Z zamierzenia miała być nazwą ironiczną, symbolizującą jokera z gier karcianych, błazna. Po udanych koncertach zdecydowali się nagrać album Wahre Helden (niem. Prawdziwi bohaterowie), który ukazał się na początku 1999.
Ponieważ koncerty dalej stanowiły energię i inspirację dla zespołu do tworzenia kolejnych utworów, w 2000 ukazał się drugi album pod tytułem Von Spitzbuben und anderen Halunken. W tym samym roku grupa rozpoczęła współpracę z biurem koncertów Extratours – współpraca trwa do dziś.
W 2001 roku na Schandmaul zwróciła uwagę wytwórnia płytowa i jeszcze w tym roku wprowadziła na rynek nowe wydanie Von Spitzbuben und anderen Halunken. W tym samym czasie Schandmaul udzielał kolejnych koncertów, między innymi na festiwalach takich jak M’era Luna, Zillo-Festival czy Wave-Gotik-Treffen, a także zorganizował pierwszą dużą trasę. Trzeci album – Narrenkönig (niem. Król błaznów) – został nagrany w profesjonalnym studio i w październiku 2002 został wprowadzony na rynek. Osiągnął 70. miejsce na niemieckich listach top albumów 2002 roku. W tym samym roku, nieco wcześniej, w sierpniu 2002 basista Hubsi Widmann odszedł z grupy, a na jego miejsce przyszedł Matthias Richter, który nie brał jednak już udziału w nagrywaniu płyty Narrenkönig.
Wraz z początkiem 2004 ukazał się Wie Pech & Schwefel (niem. Jak smoła i siarka) – pierwszy album studyjny nagrany z Matthiasem Richterem jako basistą. Trasa promująca, w trakcie której zespół zagrał ponad 80 koncertów, odbyła się w całej niemieckojęzycznej części Europy. Pod koniec 2004 zespół zorganizował po raz pierwszy „Funkenflug-Festival” w Monachium. W tym samym roku grupa powołała do życia swój największy projekt: trasę akustyczną, bez gitary elektrycznej, za to z kwartetem smyczkowym i dodatkowo perkusją, a w 2005 koncert w monachijskim Circus Krone, w trakcie którego zespołowi towarzyszyła orkiestra Puchheimer Jugendkammerorchester i liczni goście z innych zespołów (między innymi Castus i Wim z Corvus Corax jako dudziarze czy Oliver SaTyr z Fauna jako harfiarz). Koncert okazał się sukcesem do tego stopnia, że na krótko ukazało się DVD i CD pod nazwą  Kunststück, zawierające nagrania z trasy oraz przede wszystkim występ w Circus Krone. Poza tym ukazał się pierwszy singiel Schandmaul pod tytułem Bin unterwegs, który zawierał również kilka utworów na żywo z wyżej wspomnianego koncertu. Późniejsze koncerty tego typu, częściowo z orkiestrą smyczkową, ale już również na powrót z elementami rocka, zakończyła współpraca z Niemieckim Centrum Terapii Muzycznej. W marcu 2006 ukazał się kolejny album Mit Leib und Seele (niem. Ciałem i duszą). Jako pierwszy ze wszystkich dotychczasowych dostał się na listę Top 10 Media Control Charts. We wrześniu 2007 grupa otrzymała bawarską nagrodę Pick Up za projekt „Newcomermusic”.
4 kwietnia 2008 grupa opublikowała album Anderswelt (niem. Inny świat), który sięgnął ósmego miejsca na niemieckiej liście top albumów: zespół odnotował to wówczas jako najwyższe miejsce na topliście albumów w historii istnienia Schandmaul.
14 listopada 2008 odbył się koncert jubileuszowy z okazji 10-letniego istnienia zespołu, na którym zjawiło się 7.000 fanów. W ciągu 3,5 godziny zespół zagrał prawie wszystkie swoje najbardziej znane utwory oraz album Anderswelt. 24 kwietnia 2009 ukazało się Live-DVD Sinnfonie, zawierające wykonania z wyżej wspomnianego koncertu.
W 2009 roku Schandmaul został nominowany do nagrody Echo.

## Styl
Zespół łączy instrumenty współczesne, takie jak gitara basowa, perkusja czy gitara elektryczna, z instrumentami średniowiecznymi, jak np. szałamaja, lira korbowa czy dudy. Używa również instrumentów typowych dla folku: skrzypiec i akordeonu, które stanowią podstawową część melodii. Schandmaul zawiera w sobie wyraźne wpływy folku i rocka, natomiast elementy muzyki średniowiecznej występują raczej w wąskim zakresie.
Tematyka i składnia tekstów zawierają w sobie duże wpływy średniowieczne. Piosenki często opowiadają krótkie historie, zwłaszcza te znane z wieków średnich. W piosenkach Schandmaul często jest więc mowa i królach, błaznach, grajkach (Der Spielmann), słynnych artefaktach (Der Talisman) czy karczmach (Trinklied). W ten sposób część piosenek brzmi jak ballady czy też wyśpiewane bajki.
Wraz z biegiem czasu styl Schandmaul oraz treści piosenek się zmieniały. Pierwsze albumy zawierają w sobie bardzo uwydatnione wpływy średniowieczne, zarówno w tekstach, jak i samej muzyce. Na nowszych zespół pozwala sobie na „mocniejsze” dźwięki (gitara elektryczna zaczyna grać coraz większą rolę). Teksty nie są już tak nasycone średniowieczną składnią ani tematyką.

## Dyskografia

### Albumy
- 1999: Wahre Helden (Remix, F.A.M.E)
- 2001: Von Spitzbuben und anderen Halunken (Remix, F.A.M.E)
- 2002: Narrenkönig (F.A.M.E)
- 2003: Hexenkessel (Live)
- 2004: Wie Pech & Schwefel (F.A.M.E)
- 2004: Kunststück (feat. Puchheimer Jugendkammerorchester)
- 2006: Mit Leib und Seele (F.A.M.E)
- 2008: Anderswelt (F.A.M.E)
- 2009: Sinnfonie (F.A.M.E)

### Single
- 2005: Bin Unterwegs (F.A.M.E)
- 2005: Immer noch wach (feat. Tanzwut)
- 2006: Kein Weg zu weit (EP; F.A.M.E)
- 2007: Die Tür in Mir / Der Untote (12", Pic, Ltd,)

### Inne
- 1998: Wahre Helden (Demo)
- 2000: Von Spitzbuben und anderen Halunken (demo)
- 2003: Hexenkessel (Live-CD i -DVD; F.A.M.E)
- 2005: Kunststück (Live-CD i -DVD; F.A.M.E)
- 2006: Magda Treadgolds Märchen (oficjalne wydawnictwo amerykańskie)
- 2008: Sinnbilder (DVD; film + Live z Wacken Open Air 2007)
- 2008: Magda Treadgolds Märchen (oficjalne wydawnictwo niemieckie)
- 2008: Die Melodie
- 2008: HibbelFolkFunk
- 2009: Sinnfonie (Live-CD i -DVD + Film + Live z Wacken Open Air 2007 + Andersvolk - Der Fan Film)

## Wyróżnienia
- 2000: Ruth – niemiecka nagroda światowej muzyki
- 2007: bawarska nagroda Pick Up
- 2009: nominacja do Echo w kategorii Rock/Alternative